# ویکتور مونیوز
ویکتور مونیوز (به اسپانیایی: Víctor Muñoz) بازیکن فوتبال اهل اسپانیا است که از سال ۱۹۸۱ تا ۱۹۸۸ میلادی عضو تیم ملی فوتبال اسپانیا بوده و در ۶۰ بازی ملی حضور داشته‌است. او در بازی‌های ملی‌اش ۳ گل به ثمر رساند.